# Can Quelons
Can Calons és una masia gòtica de Premià de Dalt (Maresme) protegida com a bé cultural d'interès local.

## Descripció
Masia formada per una planta baixa, un pis i unes golfes. Coberta inicialment per una teulada a dues vessants amb el carener perpendicular a la façana, encara que en l'actualitat la seva estructura s'ha modificat notablement en desaparèixer el vessant dret, que s'ha vist convertit en un accés cobert a un pati interior. Del conjunt original destaca especialment l'eix central de l'edifici: el portal rodó dovellat, la finestra gòtica amb els brancals i l'ampit de pedra i la llinda treballada en forma d'arc conopial lobulat, el matacà entre dues finestres i una espitllera a la part inferior, i el coronament de merlets que amaga el carener i que dona un cert aire de fortificació a l'edifici.
L'interior ha estat modificat i adaptat a les necessitats actuals.